# Щитники (гмина)
Щитники (пол. Szczytniki) — сельская гмина (волость) в Польше, входит как административная единица в Калишский повет, Великопольское воеводство. Население — 8131 человек (на 2004 год).

## Описание территории
В 2002 году общая площадь составляет 110,66 км², из которых: Гмина Щитники
1. сельскохозяйственная площадь: 89 %
2. леса: 4 %

Коммуна охватывает 9,54 % общей поверхности повета.

## Соседние гмины
1. Гмина Блашки
2. Гмина Бжезины
3. Гмина Годзеше-Вельке
4. Гмина Гощанув
5. Гмина Козминек
6. Гмина Опатувек